# Страховик (фільм, 2014)
«Страховик» (ісп. Autómata) — іспансько-болгарський фантастичний фільм 2014 року з Антоніо Бандерасом в головній ролі. Світова прем'єра фільму відбулася 20 вересня 2014 року на Кінофестивалі в Сан-Себастьяні. Фільм вийшов в прокат в США 10 жовтня, в Україні — 16 жовтня.
Слоган фільму:  "Ваш час підійшов до кінця. Наш тільки починається ". 

## Сюжет
Наприкінці 2030-х років потужні сонячні спалахи знищили більшу частину людства та перетворили Землю на випалену пустелю. Рештки людей сховалися в мережі безпечних міст і будують примітивних гуманоїдних роботів, яких ще називають Пілігрими, щоб за допомогою них працювати в жорсткому середовищі та для домашніх справ. Ці роботи мають два незмінних протоколи: вони не можуть шкодити будь-якій формі життя, і вони ніяким чином не можуть ремонтувати, або змінювати себе або інших роботів. Спочатку вони розглядалися як порятунок людства, вони виконують багато ручної роботи, а також зупиняють просування опустелювання. Суспільство регресує через брак технологій, окрім Пілігримів (відсутність функціонуючих літальних апаратів не дозволяє далеко подорожувати, а автомобілі є рідкісним товаром), і людство знаходиться на межі знищення.
У 2044 році Жак Вокан — страховий слідчий в компанії ROC, яка виробляє Пілігримів, — розслідує доповідь Воллеса, співробітника поліції, який вистрілив в робота, який як він стверджував, модифікував сам себе. Жак виявляє, що робот сховав рідкісну атомну батарею, здатну працювати в роботі на невизначений термін. На наступний день Жак слідкує за роботом, який викрадає запчастини. Коли робот побачив людину, він сам себе підпалив. Жак рятує залишки запчастин, батарею і викладає свої думки керівнику Роберту, що може бути «годинникар», який нелегально модифікує роботів і вимикає другий протокол. Невпевнений, Роберт відмовляється від цієї теорії, але пропонує Жаку виїзд із міста в кращі умови життя, якщо він зможе знайти докази. Вагітна дружина Жака спочатку відкидає плани переїхати в інше місце, але потім все ж погоджується з Жаком на його останнє розслідування.
Жак та Воллес досліджують роботизований бордель, де вони знаходять Клео, модифікованого робота, якій Воллес згодом стріляє в ногу. Коли Жак обурюється на це, Воллес каже, що власник Клео, щоб відремонтувати її, приведе їх до годинникаря; Воллес також загрожує вбити Жака, якщо він не поділиться доходами від продажі акумулятора на чорному ринку. Жак таємно слідує за власником Клео, який приводить його до майстра на ім'я доктор Сюзанна Дюпре, яка стверджує, що не знає, хто змінив Клео, і переконує його, що будь-яка модифікація повинна знищити процесор Клео. Жак залишає з нею процесор згорілого робота та пропонує подарувати їй акумулятор, якщо вона зможе знайти інформацію про годинникаря який вносить зміни в роботів. Коли Дюпре встановлює модифікований процесор у Клео, Клео починає самостійно відновлювати свої зламані частини. Дюпре контактує з Жаком, і він попереджає Роберта; однак, ROC перехоплює повідомлення Жака і надсилає команду вбивць до лабораторії Дюпре.
Дюпре вбита, і Жак ховається в машину, керовану Клео. За ними їдуть бандити й потім обидва автомобілі потрапляють у катастрофу; переслідувачі вбиті, і Жак був сильно поранений. Клео бере Жака з собою в радіоактивну пустелю, де до них приєднуються ще троє інших роботів, і ніхто з них не підкорюється бажанням Жака. Однак перший протокол змушує їх запобігти його смерті і вони піклуються про нього. Бажаючи повернутись до міста, щоб бути з його вагітною дружиною, Жак телефонує Роберту, який посилає Воллеса, щоб забрати його. Воллес загрожує життю Жака і вбиває двох роботів, які виступали проти його дій, і наставляє зброю на Клео; Жак вбиває Воллеса із ракетного пістолета, рятуючи Клео. Партнер Воллеса, який приїхав з ним, утік після того, як взяв батарею з одного з роботів.
Керівник Роберта розповідає, що перший побудований пілігрим, не обтяжений другим протоколом, розробив наступні моделі. Оскільки ніхто не розумів такого програмування, уважалося, що його неможливо зламати. ROC примушує Роберта супроводжувати команду, спрямовану на вбивство Жака та невідомих годинникарів, перш ніж роботи почнуть розвиватися далі за межі людського розуміння. Коли Роберт виступає проти викрадення вагітної дружини Жака, Конвей, лідер бандитів від корпорації, ранить його і залишає вмирати в пустелі. Тим часом, Жак зустрічає робота, відповідального за модифікацію інших. Спочатку скептично, Жак зрештою приймає те, що робот, природно, розвивався так само як і люди. Після серії філософських дискусій, Жак дає їм свою батарею, яку вони використовують для створення свого власного модифікованого робота. Роботи ремонтують машину для Жака, і він від'їжджає до міста.
Коли Конвей досягає форпосту роботів, він руйнує двох із чотирьох роботів. Жак знаходить вмираючого Роберта й повертається до форпосту, оскільки дізнається, що Конвей поїхав туди з його дружиною в заручниках. Жак вбиває всіх нападників із компанії ROC, але Конвей залишається живий, хоч і поранений у битві. Оскільки Конвей націлився вбити Жака, новий модифікований робот рятує останнього, виштовхуючи Конвея зі скелі. Жак долає недовіру до нестримного робота, коли возз'єднується зі своєю сім'єю. Краном Жак переправляє Клео та нового робота на інший бік каньйону до вкрай опроміненої радіоактивної пустелі, де жодна людина не зможе їх знайти.

## У ролях
| Актор                  | Роль          |
| ---------------------- | ------------- |
| Антоніо Бандерас       | Жак Вокан     |
| Ділан Макдермотт       | Воллес        |
| Біргітта Йорт Серенсен | Рейчел Вокан  |
| Роберт Форстер         | Роберт Болд   |
| Мелані Гріфіт          | доктор Дюпре  |
| Тім Макіннерні         | Вернон Конуей |
| Енді Найман            | Елліс         |
| Дэвід Райалл           | Домінік       |
| Эндрю Тірнан           | менеджер      |
| Філліп Рош             | клієнт        |
| Джеральдін Сомервіль   | Саманта       |

Роботи (озвучення)
- Мелані Гріфіт — Клео[6]
- Хавьер Бардем — Синій Робот[6]

## Відгуки
Rotten Tomatoes, журнал агрегатор, повідомляє, що 35 % з 26 опитаних критиків дали фільму позитивний відгук; середній рейтинг склав 5,2 / 10. Metacritic оцінив фільм в 37/100 на основі 13 відгуків.
Стен Шредер відзначив вплив роману Філіпа Діка «Чи мріють андроїди про електричних овець?» (який послужив основою для популярного фільму "Той, що біжить по лезу ") та Айзека Азімова «Розбійник», в якому представлені «Три закони робототехніки», які є близькими до «протоколів роботів» фільму.